# Ponchatoula
Ponchatoula es una ciudad ubicada en la parroquia de Tangipahoa en el estado estadounidense de Luisiana. En el Censo de 2010 tenía una población de 6.559 habitantes y una densidad poblacional de 532,59 personas por km².

## Geografía
Ponchatoula se encuentra ubicada en las coordenadas 30°26′26″N 90°26′34″O / 30.44056, -90.44278. Según la Oficina del Censo de los Estados Unidos, Ponchatoula tiene una superficie total de 12.32 km², de la cual 12.3 km² corresponden a tierra firme y (0.08%) 0.01 km² es agua.

## Demografía
Según el censo de 2010, había 6559 personas residiendo en Ponchatoula. La densidad de población era de 532,59 hab./km². De los 6559 habitantes, Ponchatoula estaba compuesto por el 63.35% blancos, el 32.79% eran afroamericanos, el 0.15% eran amerindios, el 0.56% eran asiáticos, el 0.02% eran isleños del Pacífico, el 1.11% eran de otras razas y el 2.01% pertenecían a dos o más razas. Del total de la población el 3.16% eran hispanos o latinos de cualquier raza.